# Cytherocopina
Cytherocopina is een onderorde van kreeftachtigen uit de klasse van de Ostracoda (mosselkreeftjes).

## Superfamilies
- Cytheroidea Baird, 1850
- Terrestricytheroidea Schornikov, 1969